# 澳門電力
澳門電力股份有限公司（葡萄牙語：Companhia de Electricidade de Macau S.A.，簡稱澳電或CEM），是擁有對澳門特別行政區的輸送、分配及出售高、中和低壓電力的公共供電服務專營機構。另澳電亦擁有408兆瓦的發電設備總容量。

## 歷史

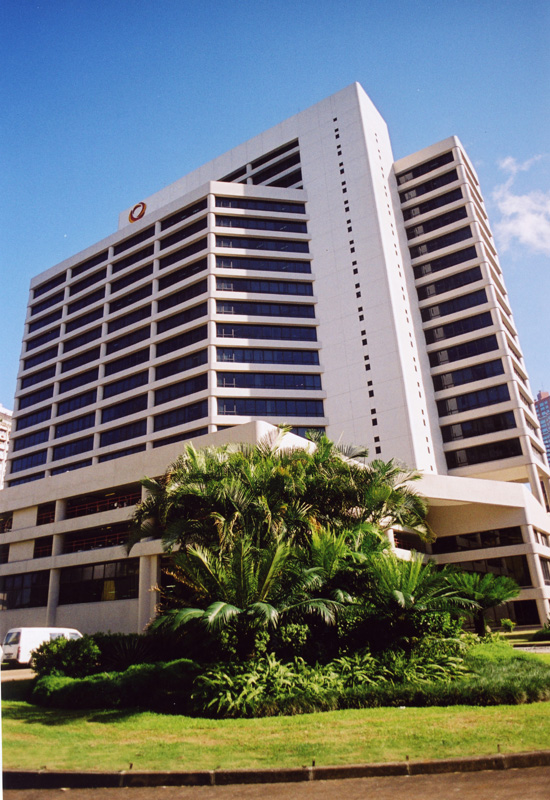
澳電大樓

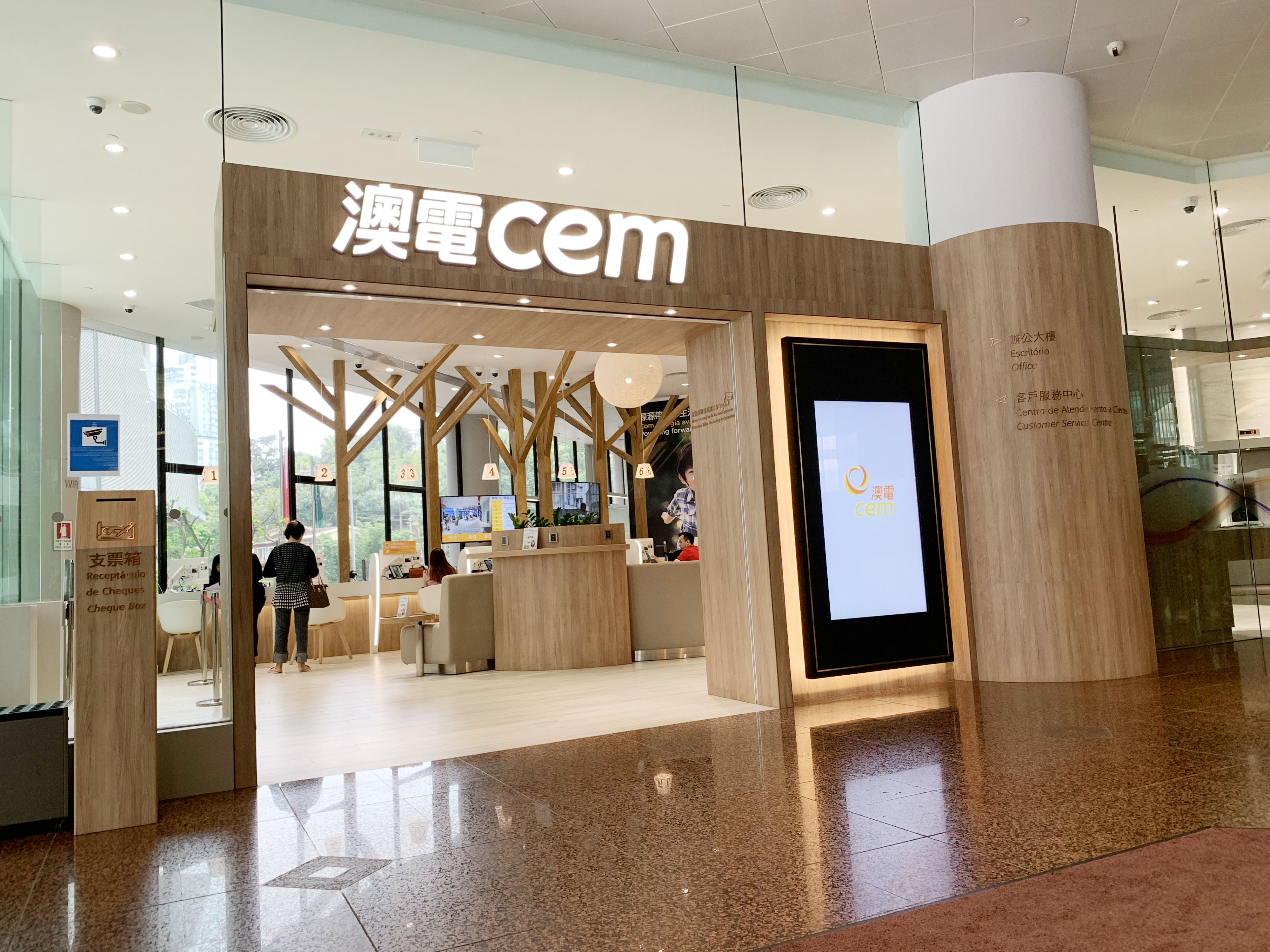
澳電大樓客戶服務中心

1906至1972年，澳門的電力服務是由總部設於香港的「澳門電燈公司」（英語：The Macao Electric Lighting Company, Limited，簡稱「Melco」）提供。直到1972年，因履行與澳葡政府所訂立的專營合約出現問題，才轉由澳電提供本澳電力服務。
1982年，澳電得到澳葡政府的支持，重整架構。1985年，澳電簽訂25年的專營合約。此後，在經濟及技術層面上，澳電開始走上軌道。
2010年11月，澳門特別行政區政府與澳電簽訂延續15年的供電合約，新的合約條款於2010年12月1日起生效。
2014年，南光（集團）有限公司通過收購中法控股所持有的中法能源90%的股份，成為澳電最大股東。
2016年，擁有超過110年歷史的澳門發電廠正式退役。

## 標誌
澳電標誌分別以三條具動感和活力的弧形線條為代表，代表彼此牽引、和諧協調，既互相倚靠，又互相凝聚，不失獨立自處，象徵澳電與客戶、澳門和員工之間的緊密連繫。標誌用色簡單鮮明，黃色代表能量和活力，橙色代表繁榮。

## 輸電及配電

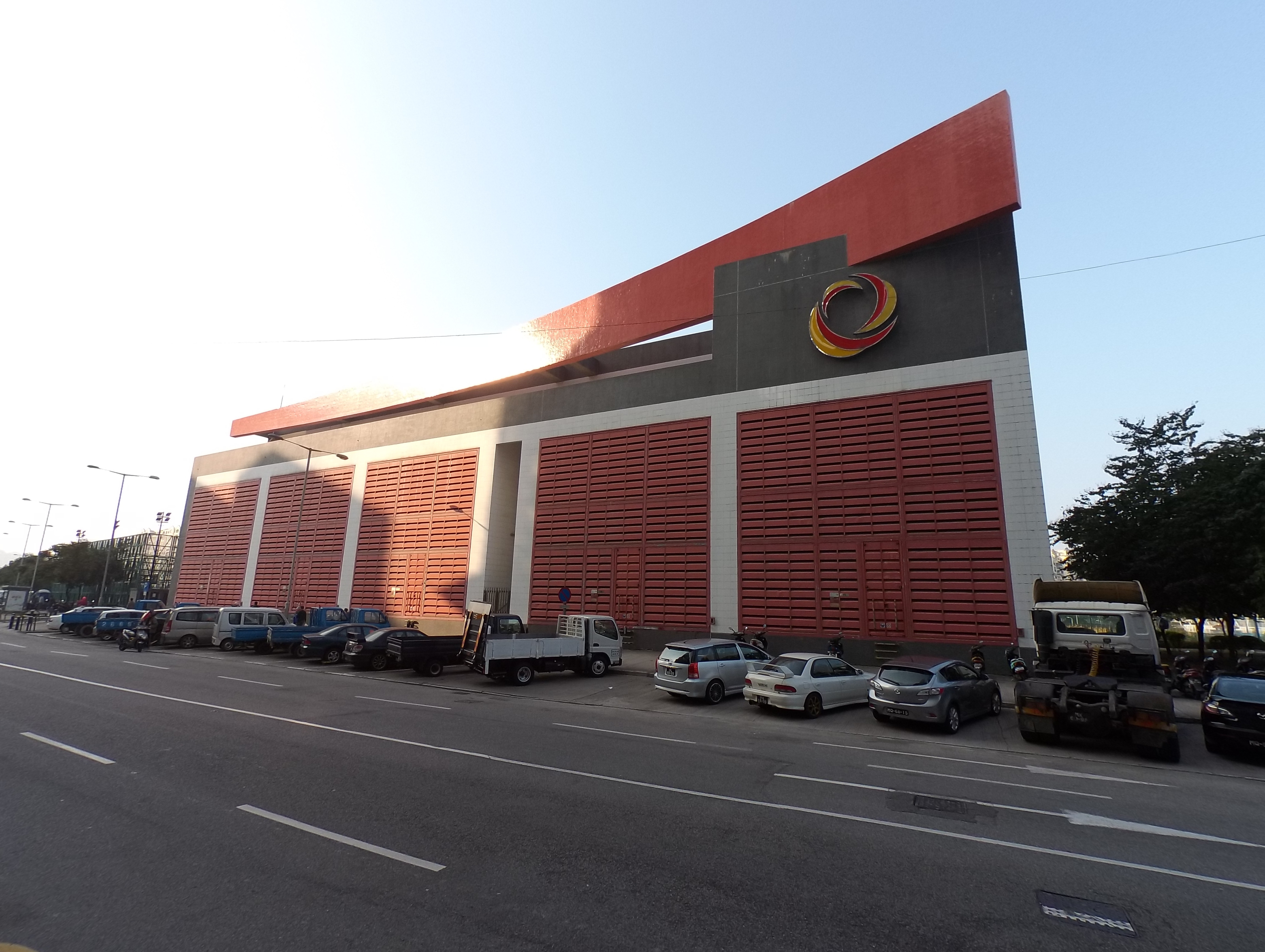
220/110千伏鴨涌河變電站

澳門的輸電網是由25座主變電站及8座客戶高壓開關站，以及長達953公里的66千伏，110千伏及220千伏高壓電纜所組成。澳門電網通過兩個110千伏聯絡通道和兩個220千伏聯絡通道和中國南方電網互聯，兩個110千伏聯絡通道分別連接至拱北變電站與南屏變電站，兩個220千伏聯絡通道分別連接至珠海變電站與琴韻變電站。

11千伏的中壓配電網是由41個客戶開關站及1,502個客戶變電房 （11千伏/400伏特）連接2,294公里長的電纜組成。低壓配電網則由906公里長的電纜組成，而公共照明電網由571公里長的電纜及約11,105枝街燈所組成。澳電幾乎所有的電網由地下電纜構成。

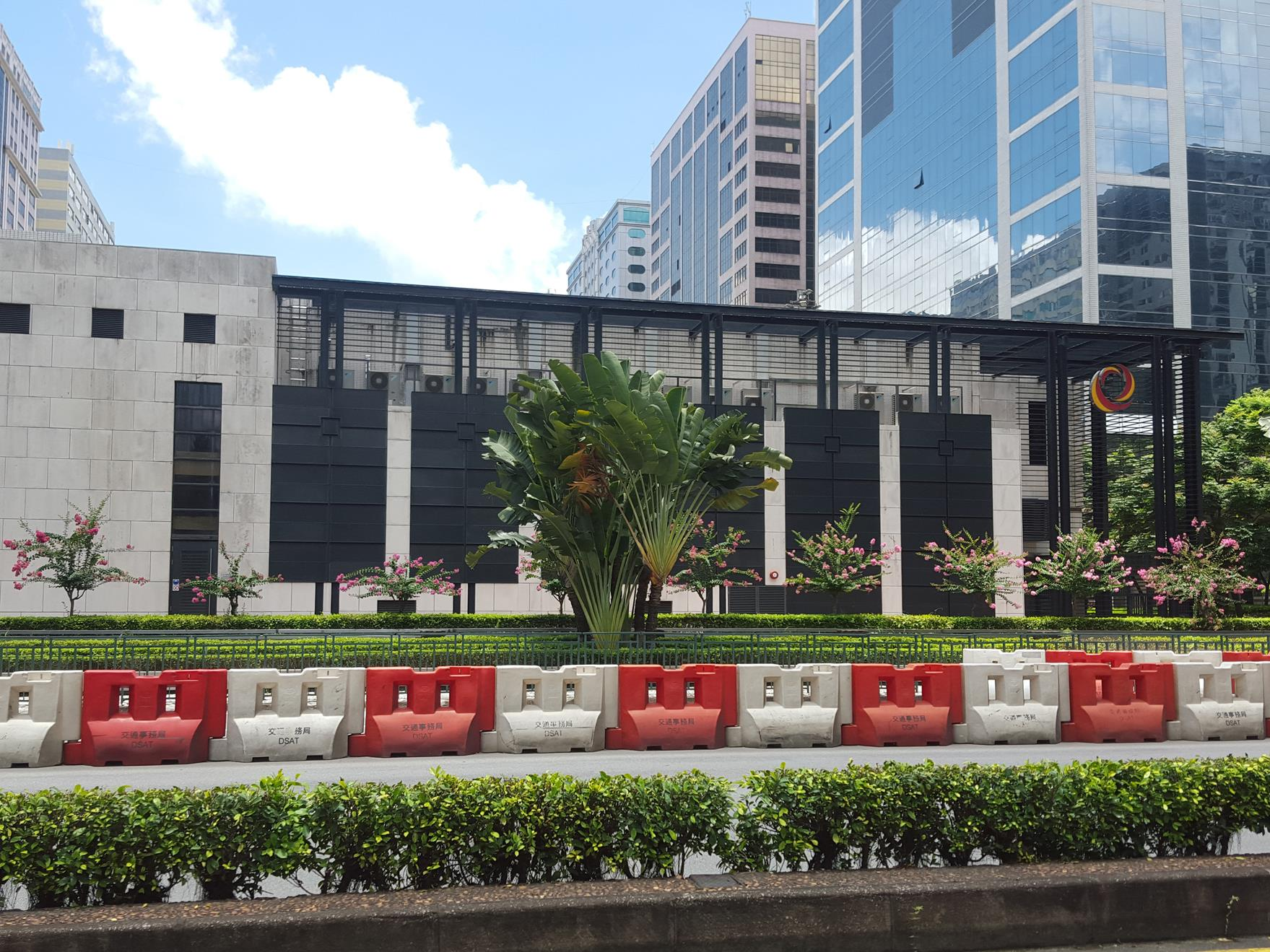
新口岸變電站
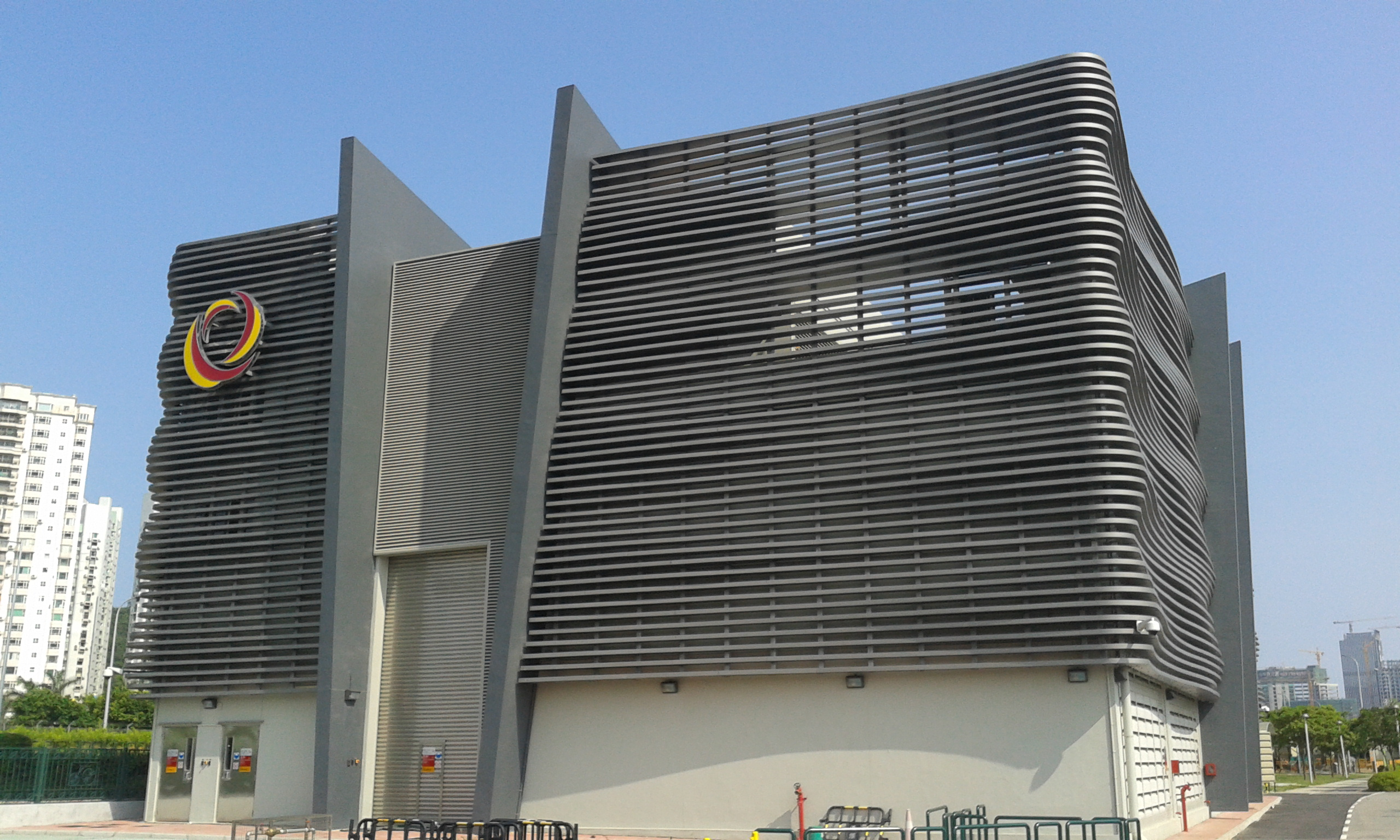
海洋花園變電站
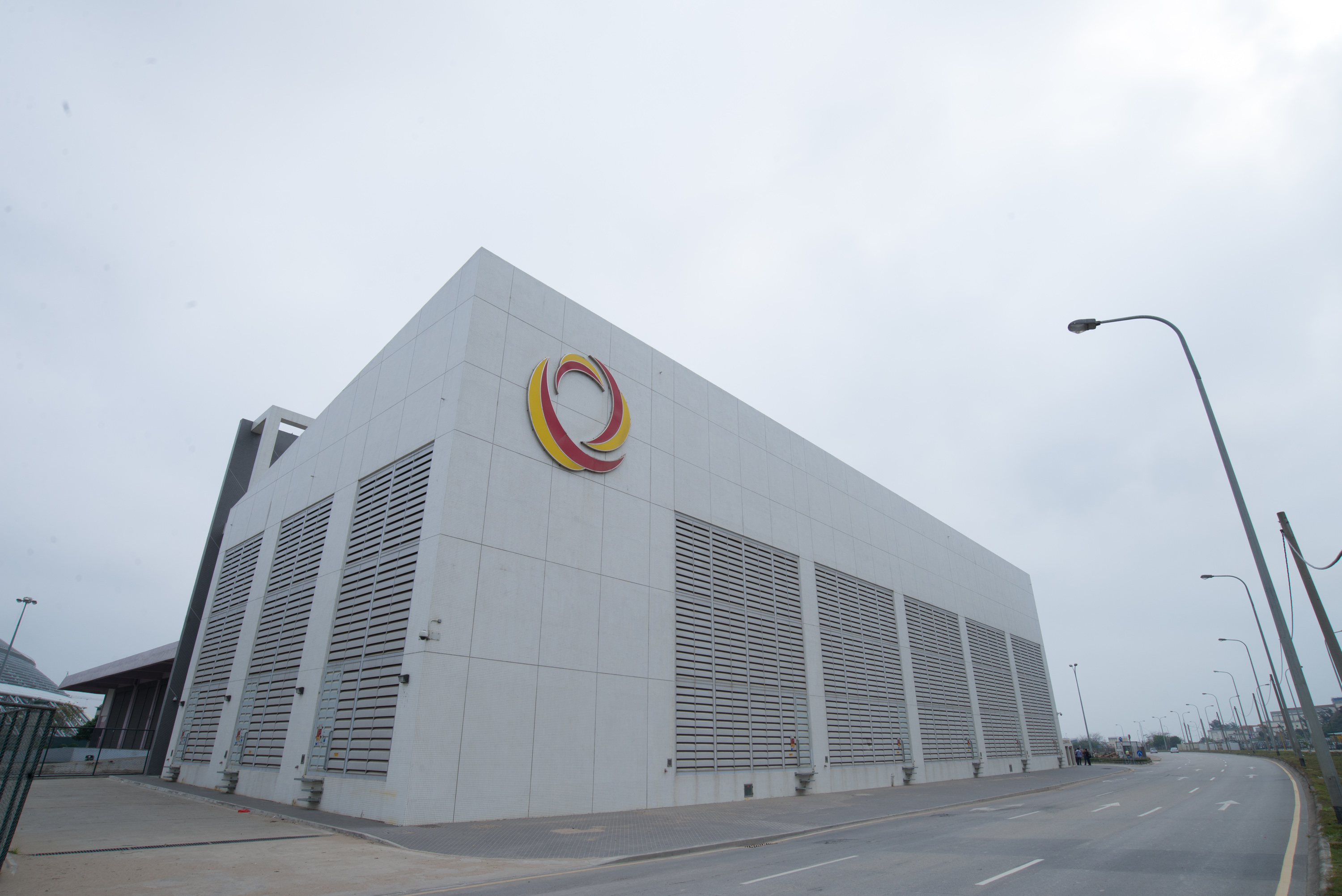
蓮花變電站

## 表現

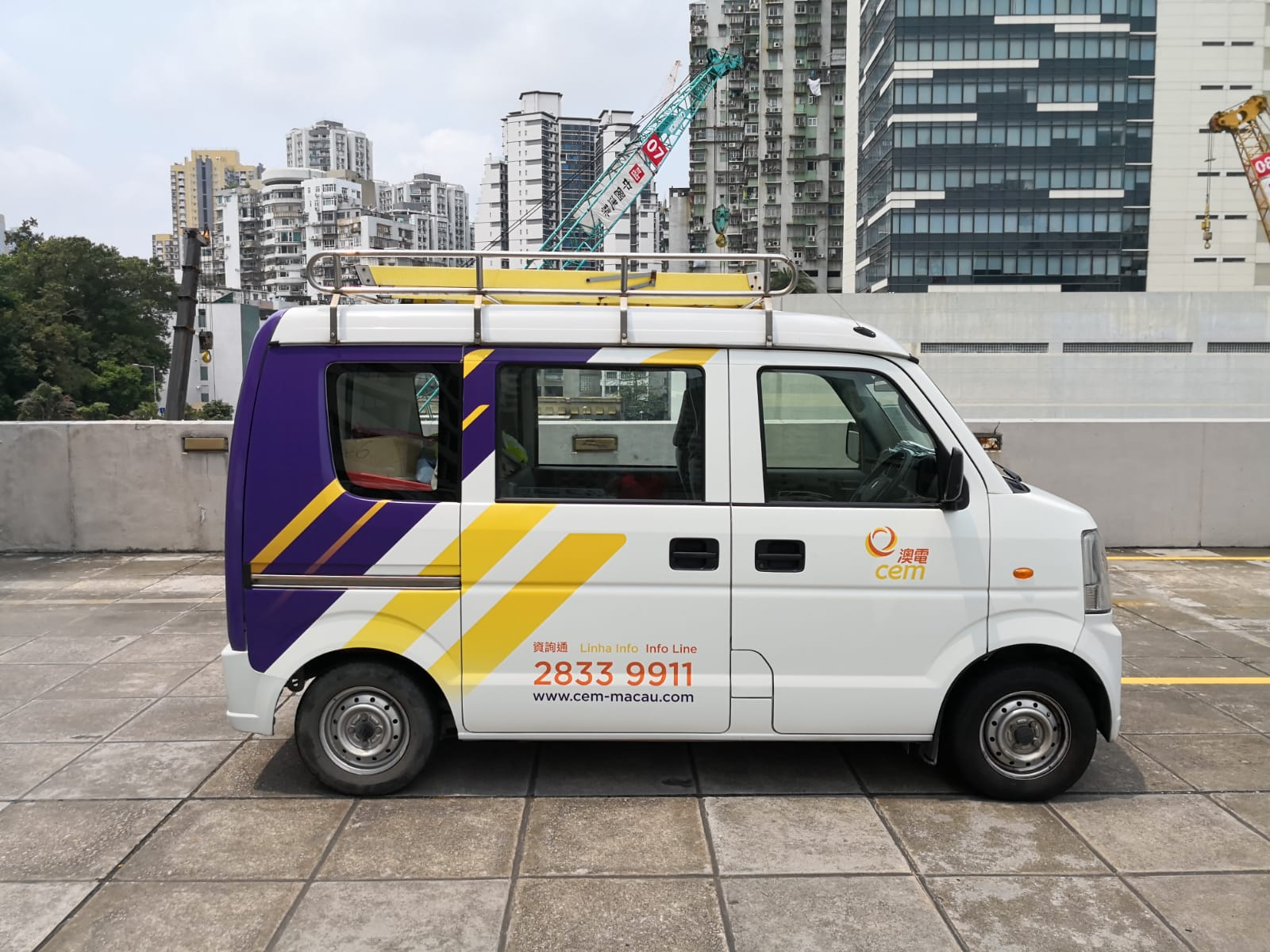
澳電維修車

根據澳電年報，2018年，平均服務可用指數為99.9998%，平均停電時間指數6.56分鐘。
澳電採用多項國際管理標準，確保公司符合有效的可持續發展。目前已取得國際標準認證包括：
- ISO 14001環境管理系統，自2003年
- OHSAS 18001 職業安全及健康管理系統，自2006年
- ISO 9001質量管理系統，自2007年
- ISO 14064-1溫室氣體管理系統，自2010年
- ISO 20000-1 資訊科技服務管理系統，自2013年

## 發電
澳電發電設施包括路環發電廠A廠（CCA）及路環發電廠B廠（CCB）。路環發電廠A廠使用低速柴油發電機組，而路環發電廠B廠使用複式循環燃氣輪機組。

已於2016年停運拆除的澳門發電廠
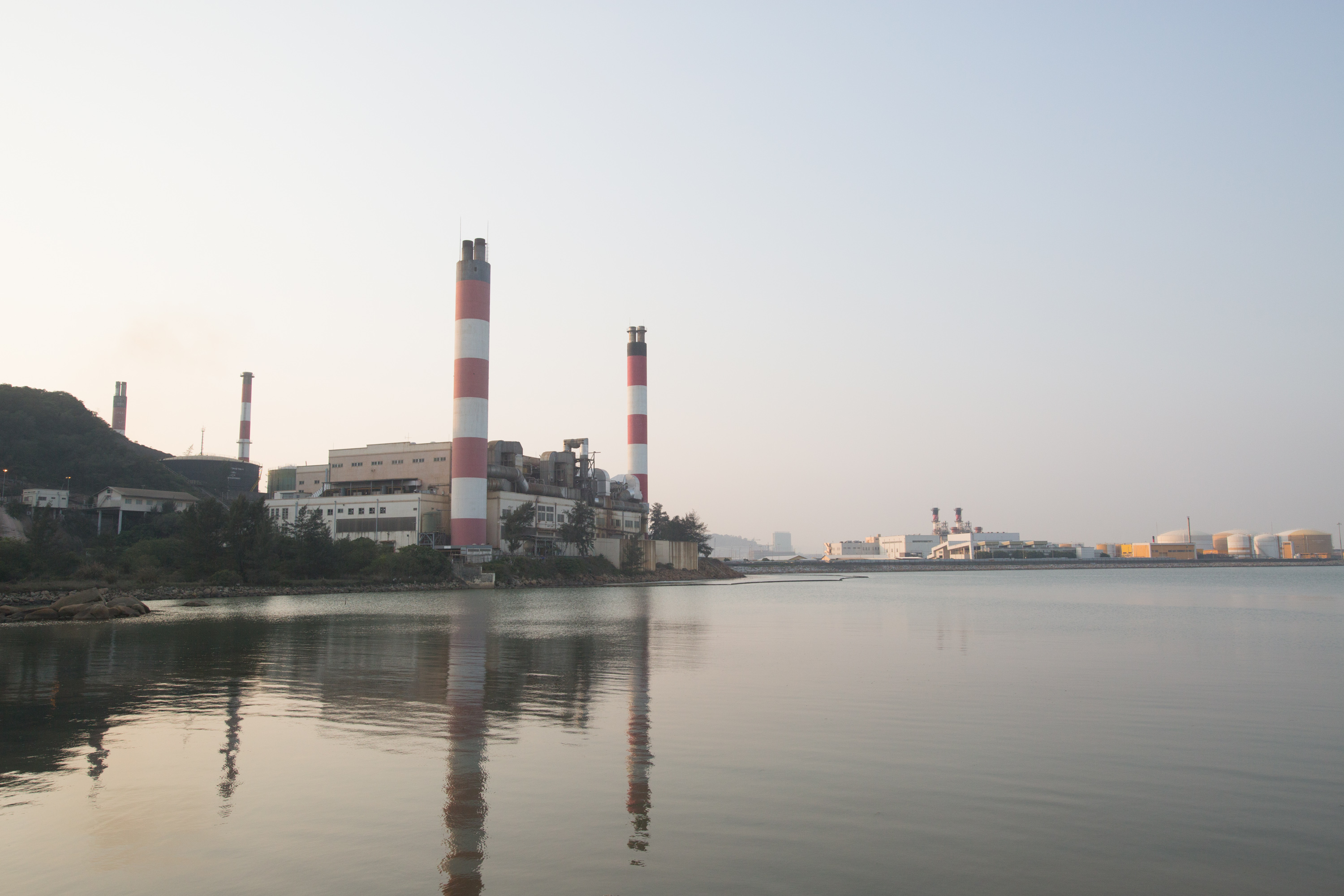
路環發電廠A廠
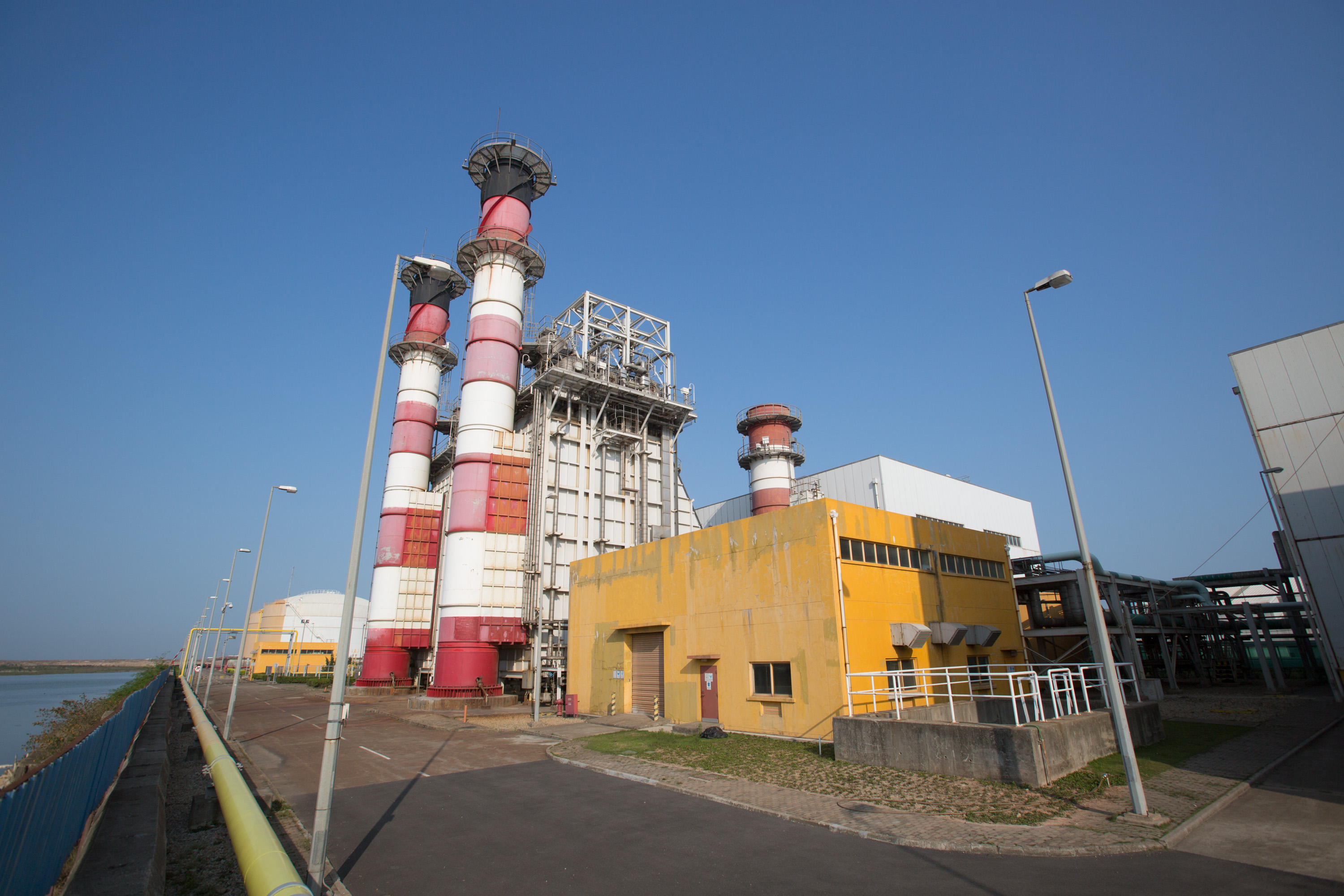
路環發電廠B廠

## 重大事故

### 2015年
2015年4月15日，上午10時56分因鴨涌河高壓變電站的110千伏高壓設備出現故障造成澳門廣泛地區停電，為主權移交以來最大規模停電。事故波及半個澳門半島，有超過10萬用戶受影響，佔全澳門總用戶近42%，甚至連離島氹仔和路環以及位於橫琴的澳門大學也受到事故影響而短暫停電，事故歷時一個半小時才陸續恢復。
事故期間，造成澳門北區及中區的不少混亂和不便，有因多幢大廈停電而不少被困電梯，松山纜車也有乘客被困，仁伯爵綜合醫院和受影響的政府部門都要啟用後備電源以維持運作，也導致澳門各大電訊營運網絡出現故障。另外，澳門自來水公司的新口岸大水塘水廠及路環水廠也受到波及，需要緊急加大青洲水廠的處理量以維持供水正常。
澳電執行委員會主席梁華權表示，事故發生後，隨即啟動緊急應變措施並即時啟動路環發電廠A廠機組以提供緊急供電能力。於11時37分和11時47分兩台本地主力發電機組併網，電網逐步恢復穩定，並於12時20分全面恢復正常供電。

### 2017年
2017年8月23日，強颱風天鴿襲澳，造成巨大破壞，當天中午12時21分因為供澳南方電網位於珠海的兩座220千伏變電站(珠海站、拱北站)失壓，造成廣東電網與澳門電網聯絡線路供電中斷（在下午1時40分回復正常），並因此引致澳門九成用戶停電（澳門約1500個變壓房中有200多個受颱風及水浸破壞），澳門的發電機組雖已在下午1時26分啟動，但仍只能對優先設施與民用設施恢復供電，當天晚上8時恢復七至八成住宅用戶的供電；至8月26日中午始完成全澳用戶變電站設備（但受少量水浸嚴重地區商戶與住戶要到月底才恢復供電），8月28日凌晨，南方電網提供的53台發電機組(3台120千瓦，40台10千瓦以及10台1千瓦功率)以陸路運抵澳門以作支援，分別用作被水淹浸的停車場的抽水供電、關閘地下巴士總站的臨時照明，其餘的由交通事務局統籌，陸續調配給消防局等部門使用。

## 外部連結
- 官方网站
- 澳門電力的Facebook專頁
- YouTube上的澳門電力頻道
- 微信（ID: CEM-Macau）